# Babanga
La babanga è una spada tradizionale filippina originaria delle isole del Sud, in particolare dell'arcipelago di Sulu, usata storicamente dai popoli Tausūg, Yakan e Samal. Rientra nella vasta famiglia delle armi bianche delle Filippine, contraddistinte dalla fusione di elementi culturali locali, malesi e islamici.
La babanga è principalmente un’arma da taglio, utilizzata sia in combattimento che come simbolo di rango e status sociale. È meno nota a livello internazionale rispetto al più famoso kris filippino o al kampilan, ma mantiene un ruolo significativo nelle culture guerriere del Sud delle Filippine.

## Descrizione
La babanga si distingue per la sua lama leggermente curva, a filo singolo, dalla lunghezza variabile tra i 50 e i 70 cm. La lama è generalmente larga alla base e si assottiglia progressivamente verso la punta, presentando una curvatura continua ma meno accentuata rispetto a quella del golok o del barong.
Il dorso della lama può essere diritto o lievemente inclinato, mentre il filo è spesso realizzato con acciaio forgiato a mano, attraverso tecniche tradizionali di piegatura. Alcuni esemplari più antichi mostrano tracce di pamor, il motivo decorativo ottenuto tramite la saldatura a pattern-welding, comune anche nei kris.

### Impugnatura e fodero
L’impugnatura della babanga è di solito realizzata in legno duro o in corno di carabao (bufalo d'acqua), spesso intagliata con motivi geometrici o simbolici. La guardia può essere assente o rappresentata da una semplice crociera dritta.
Il fodero è tradizionalmente in legno, avvolto in parte da rattan intrecciato o decorato con incisioni. In alcune versioni cerimoniali, il fodero è ornato con tessuti o intarsi in madreperla.

### Differenze rispetto ad altre spade filippine
Pur condividendo elementi costruttivi con il barong, la babanga si distingue per la lama più lunga e sottile, adatta sia al fendente che all’affondo.
Rispetto al kampilan, storicamente associato ai Moro di Mindanao, la babanga è più leggera e maneggevole.
La babanga viene talvolta confusa con il pirah, altra spada Tausūg, ma si differenzia per la curvatura della lama e per la forma dell’impugnatura.

## Uso e significato
La babanga era una delle armi preferite dai guerrieri marittimi del Sulu, utilizzata durante le incursioni navali (pangayaw) o nei conflitti tribali. Nonostante la diffusione delle armi da fuoco, la babanga ha mantenuto il suo valore simbolico, venendo portata durante cerimonie, matrimoni e danze rituali come la pangalay.
Come per molte armi tradizionali filippine, la babanga rappresentava anche un segno di virilità e coraggio. Spesso veniva tramandata come eredità di famiglia o donata come pegno di alleanza.
Oggi la babanga è rara e ricercata soprattutto da collezionisti di armi tradizionali o appassionati di arti marziali filippine, come l’Eskrima o il Kali, dove viene talvolta studiata come parte delle armi tradizionali.
In alcune comunità Tausūg e Yakan, la babanga sopravvive come oggetto cerimoniale o da parata. Alcuni artigiani continuano a produrla seguendo metodi tradizionali, specialmente per il mercato del turismo o per i praticanti di arnis.